# John Maynard Smith
John Maynard Smith (Londra, 6 gennaio 1920 – Lewes, 19 aprile 2004) è stato un biologo e genetista inglese.

## Biografia
Durante la seconda guerra mondiale fu un ingegnere aeronautico. In seguito si è laureato in Scienze Biologiche specializzandosi in Zoologia e Genetica presso l'University College London, dove è stato allievo di Haldane. È uno dei padri fondatori della University of Sussex, dove ha insegnato per diversi anni. 
Ha contribuito allo sviluppo di diverse teorie di biologia evoluzionistica, come la teoria dei giochi applicata all'evoluzione, l'evoluzione del sesso, le 8 grandi transazioni evolutive ed altre. Ha ricevuto la medaglia Darwin nel 1986, il Premio Balzan nel 1991 per la genetica e l'evoluzione, la Linnean Medal nel 1995, la Royal Medal nel 1997, il premio Kyōto per le scienze di base nel 2001, la medaglia Darwin-Wallace nel 2008.

## Opere
- Maynard Smith, J. (1958). The Theory of Evolution. London, Penguin Books. ISBN 0-14-020433-4
- Maynard Smith, J. (1968) Mathematical Ideas in Biology. Cambridge University Press. ISBN 0-521-07335-9
- Maynard Smith, J. (1972) On Evolution. Edinburgh University Press. ISBN 0-85224-223-9
- Maynard Smith, J. and Price, G.R. (1973) The logic of animal conflict, Nature 246:15-18 DOI: 10.1038/246015a0
- Maynard Smith, J. (1974b) Models in Ecology. Cambridge University Press. ISBN 0-521-20262-0
- Maynard Smith, J. (1978d) The Evolution of Sex. Cambridge University Press. ISBN 0-521-29302-2
- Maynard Smith, J. (1982d) Evolution and the Theory of Games. Cambridge University Press. ISBN 0-521-28884-3
- Maynard Smith, J. (1986b) The Problems of Biology. Oxford: Oxford University Press. ISBN 0-19-289198-7
- Maynard Smith, J. (1988a) Did Darwin Get it Right?: Essays on Games, Sex and Evolution. London, Chapman & Hall. ISBN 0-412-03821-8
- Maynard Smith, J. (1989a) Evolutionary Genetics. Oxford: Oxford University Press. ISBN 0-19-850231-1
- Maynard Smith, J. and Szathmáry, E. (1997) The Major Transitions in Evolution. New York: Oxford University Press. ISBN 0-19-850294-X
- Maynard Smith, J. and Szathmáry, E. (1999) The Origins of Life: From the Birth of Life to the Origin of Language. Oxford: Oxford University Press. ISBN 0-19-286209-X
- Maynard Smith, J. and Harper, D. (2003) Animal Signals. Oxford University Press. ISBN 0-19-852685-7